# Torsten Ygge
Nils Erik Torsten Ygge, född 1 mars 1893 i Nors församling, Värmlands län, död 29 juli 1988 i Gävle Heliga Trefaldighets församling, Gävleborgs län, var en svensk ingenjör och innovatör.

## Biografi
Ygges far Joel Janson var disponent vid Sandhems Trävaru AB, och modern Maria Jaensson var folkskollärarinna från Kalmar.
Han gick i skola i Jönköping och tog 1911 studenten. Därefter gick han Chalmers "Högre" och blev därmed civilingenjör 1914. Han var bland annat ordförande i studentkåren. Efternamnet Ygge togs 1911, det hade använts som förnamn i moderns släkt i Kalmartrakten under 1700-talet.
Efter militärtjänst och en anställning i Jönköping anställdes han 1918 i AB Pumpindustri i Mölndal, då företaget bildades, som konstruktör av centrifugalpumpar. Hans karriär framgår bitvis av en avhandling av Thomas Jordan vid Handelshögskolan vid Göteborgs universitet 1995 . "Internationell specialisering som historiskt förlopp".
1928 började han arbeta som konstruktör hos Svalins Mekaniska verkstad i Nyköping.
1931 blev han chef för pumpavdelningen på Skoglund & Olson i Gävle, ett gjuteri med 300 anställda. Där hade man förut mest gjort gjutjärnsspisar och dylikt, men då var det meningen att man skulle göra mera kvalificerade produkter. De första pumparna som företaget tillverkade i början av 1930-talet var de värmeledningspumpar som Torsten Ygge konstruerat för Svalins på Hilding Flygts initiativ. Han tog patent på bland annat pumphjul och planethjulsutväxling.
| ”                                            | Såvitt kan bedömas var S&O som pumptillverkare ett företag som stod och föll med Torsten Ygges kompetens ---Tack vare den kunnige konstruktören Torsten Ygge kunde S&O etablera en viss ställning som leverantör av pumpar till cellulosaindustrin---. egentligen ledde han inte bara konstruktionsarbetet utan även all utveckling och försäljning av pumparna. | „ |
| – Thomas Jordan i sin avhandling enligt ovan | |   |

1948 anställdes han som disponent för kolvpumpföretaget Gothia i Höör i Skåne. 1951 kallades han åter till Skoglund & Olson i Gävle. 
| ”                                            | Ygge var en kompetent konstruktör med brett kunnande, bl a utvecklade han ett speciellt pumphjul ("DIRO") lämpat för pumpning av avloppsvatten och pappersmassa. Ygge tog ut en rad patent på pumpkonstruktioner, bl a det originella DIRO-pumphjulet, avsett att pumpa slam- och cellulosasuspensioner. S&Os möjligheter att utvecklas till en betydande pumpleverantör var dock mycket små, då Ygge ensam stod för kompetensen på området, och en drivande företagsledning saknades. | „ |
| – Thomas Jordan i sin avhandling enligt ovan | |   |

Torsten Ygge var aktivt engagerad i frivillig befälsutbildning, och fick för sina insatser Gustaf V:s medalj i guld. Han var kapten i reserven. Han var även aktiv inom idrott. Han var intresserad av i stort sett allt, speciellt på äldre dagar av geologi. Detta ledde till att han efter sin ordinarie pensionering vid 70 års ålder anställdes som geolog på ett mindre konsultbolag fram tills han blev 73 år. Till hans övriga intressen hörde bland annat konst, och han målade och tecknade hela livet.
1976 gjorde SvT ett program om honom sedan han skrivit en artikel i Gefle Dagblad om den vulkaniska berggrunden i Gävletrakten. Rubrik på programmet var "Gott om tid- mycket att göra". Han dog 1988, 95 år gammal.
Torsten Ygge gifte sig med Elsa Henriks, född 1891 i Sävsjö, dotter till grosshandlare Anders Henriks och Zerafia Berger, och fick tre söner.